# 北条氏貞
北条 氏貞（ほうじょう うじさだ）は、河内国狭山藩の第6代藩主。正室は大関増恒の娘・岩。

## 生涯
元禄16年（1703年）、第5代藩主・北条氏朝の長男として生まれる。母は秋月種信の娘・竹。幼名は亀之助。
正徳4年（1714年）8月11日、将軍徳川家継に拝謁する。享保19年（1734年）12月18日、従五位下相模守に叙任。
享保20年（1735年）9月、父・氏朝が亡くなり、同年11月25日、家督を継ぐ。元文元年（1736年）4月18日、領地に行く許しを得る。
延享2年（1745年）11月14日、美濃守に改める
寛延元年（1748年）、将軍徳川家重から、狭山新町と狭山池の支配を免ぜられた。
宝暦8年（1758年）4月24日（『狭山町史』）、または4月27日（『寛政重修諸家譜』）、江戸で死去。56歳。法号は広覚院殿信叟義堅大居士（『寛政重修諸家譜』では信叟義監広覚院）。

## 内政
- 小田原以来の後北条氏譜代の家臣による藩政の専横を抑えきれず、藩政の腐敗が進んだ。窮余の策として、一代家老に田中仙右衛門を登用して藩政改革を行なおうとしたが失敗する。重臣らとの対立は、氏貞が死去し、子の氏彦が跡を継いですぐに起こった狭山騒動の遠因となった。
- 1753年（宝暦3年）、北条氏とゆかりの深い願成就院の復興に着手する。